# 鸟类学 (期刊)
《海雀：鸟类学研究进展》（英語：The Auk: Ornithological Advances）是一份同行評審科学期刊，也是美国鸟类学会(AOS)的官方出版物之一。其内容涵盖鸟类解剖学、行为学和遗传学等诸多方面，是鸟类学最重要的期刊之一。期刊的名称来源于美国鸟类学会的标志——现已灭绝的大海雀。

## 历史沿革
《海雀》（The Auk）创办于1884年，首任總編輯是乔尔·阿萨夫·艾伦。
2014年，期刊更名为《海雀：鸟类学研究进展》。
2018年，美国鸟类学会宣布与牛津大学出版社合作出版《海雀》期刊。